# Apanteles brethesi
Apanteles brethesi är en stekelart som beskrevs av Porter 1917. Apanteles brethesi ingår i släktet Apanteles och familjen bracksteklar. Inga underarter finns listade i Catalogue of Life.